# Banjalucká brána
Banjalucká brána (chorvatsky Banjalučka kapija) je historická kamenná brána, která se nachází v bosenském městě Jajce. Pro původně opevněné město umožňovala přístup ze severní strany. Svůj název má podle města Banja Luka, kam směřovala původní cesta ven z opevněného města. Dnes se nachází v blízkosti mešity Hadadan.
Brána byla zbudována v době, kdy Turci již vládli územím dnešní Bosny.
Objekt brány kromě ní samotné tvoří ještě také věž. Před bránou se nacházel příkop, který nebyl napuštěný vodou. Brána, která byla ze severní strany vysoká čtyři a půl metru, se zavýrala železnými kovanými vraty, která byla odstraněna až v roce 1906. Severní strana brány byla užší a vstup se rozšiřoval směrem do města (jak na šířku, tak na výšku).